# Риманів
Рима́нів (пол. Rymanów) — місто у Низькому Бескиді, тепер у Кросненському повіті Підкарпатського воєводства Польщі. Центр однойменної гміни. Перші згадки як Ladisslaulia (1376), Reymanów (1768). На південь від міста є курорт (мінеральні джерела хлористо-содово-йодові). Населення — 3 699 мешканців. (2011).

## Історія
Поселення Риманів (перше Романів) згадується в сяніцьких судових книгах 1443 року як місто. Власниця міста, сандомирська воєводина Катерина з Горайських, дочка Дмитра з Горая, дружина Добеслава з Олесниці) мала чимало процесів з перемиським латинським єпископом через межі володінь.
На 1 січня 1939-го в місті з 3960 жителів було 90 українців, 2210 поляків і 1650 євреїв. Місто належало до Сяніцького повіту Львівського воєводства. На той час унаслідок півтисячоліття латинізації та полонізації українці в Риманові опинилися в меншості. Греко-католики належали до парафії Дошно Риманівського деканату.
Під час німецької окупації у Другій світовій війні у місті діяла українська вчительська семінарія та делегатура Українського допомогового комітету.

## Пам'ятки
- Костел (1780), фундатор — волинський воєвода Юзеф Кантій Оссолінський,[9] в тильній стіні храму є кількаярусний надгробок Яна Сененського та його дружини Зофії з Паневських, що нагадує надгробки Сенявських у костелі (каплиці) замку в Бережанах.

## Демографія
Демографічна структура станом на 31 березня 2011 року:
|          | Загалом | Допрацездатний вік | Працездатний вік | Постпрацездатний вік |
| -------- | ------- | ------------------ | ---------------- | -------------------- |
| Чоловіки | 1791    | 377                | 1226             | 188                  |
| Жінки    | 1908    | 328                | 1135             | 445                  |
| Разом    | 3699    | 705                | 2361             | 633                  |

## Відомі люди

### Народились
- о. Бучацький Олександр Омелянович — український греко-католицький священик і виховник у Галичині
- Ісидор Рабі — американський фізик, лауреат Нобелівської премії.
- Роберт Бедронь — польський політичний діяч.

### Працювали
- Курилович Володимир — начальник повітового суду, посол Галицького сейму 8-го скликання‎[12].